# Przedwale

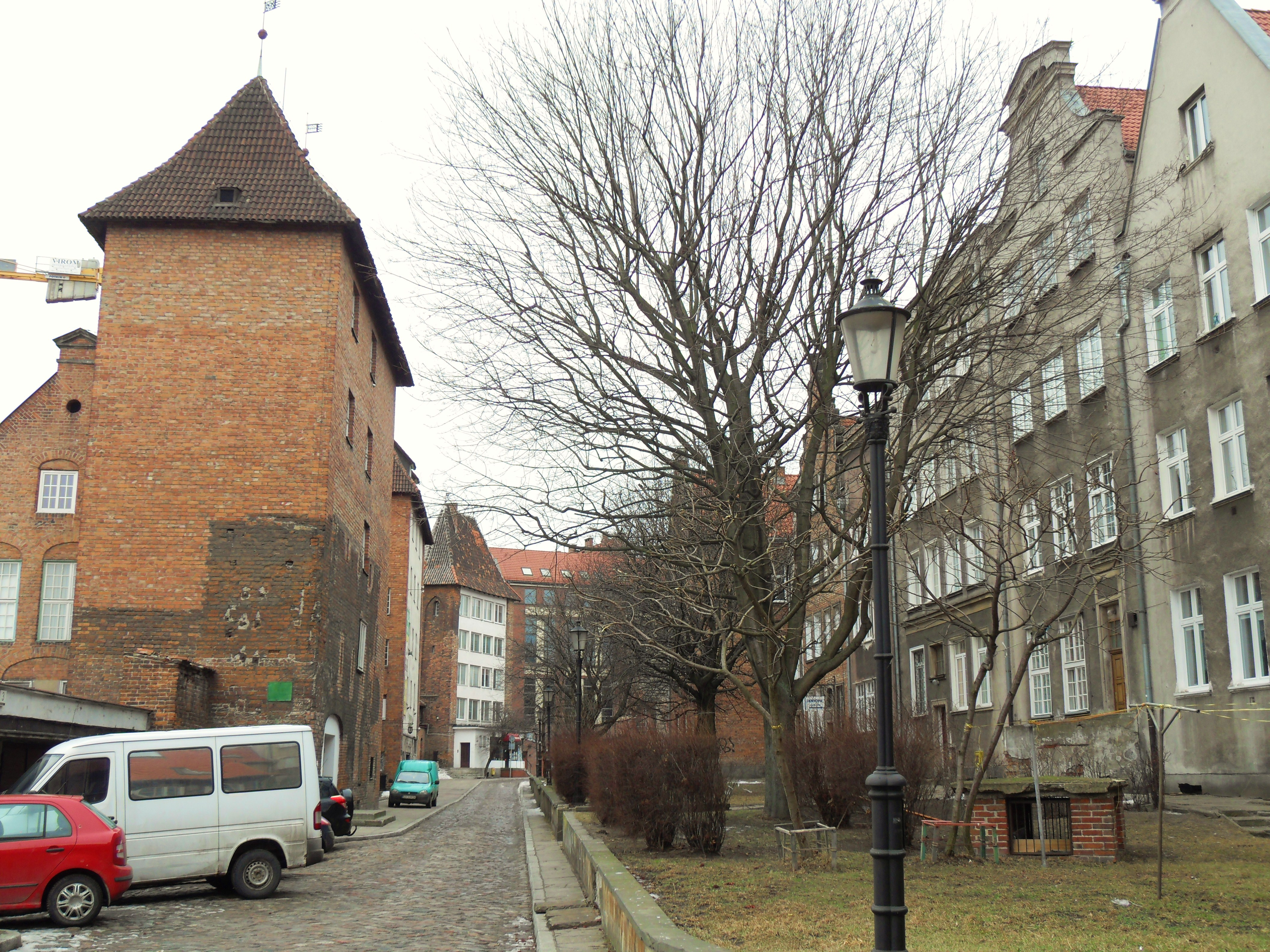
Przedwale i Baszta Browarna

Przedwale (niem. Dominiksplan) – historyczne osiedle w Gdańsku, na obszarze dzielnicy Śródmieście.
Mianem Przedwala były nazywane tereny na południe od ul. Ogarnej (niem. Hundegasse), bezpośrednio przylegające do pierwszych murów miejskich. Podział taki obowiązywał do czasu wybudowania nowych fortyfikacji za Starym Przedmieściem.
Przedwale jest podjednostką jednostki morfogenetycznej Główne Miasto, w okręgu historycznym Gdańsk.
Współcześnie tereny Głównego Miasta stanowią integralną całość, a jego podział na jakiekolwiek jednostki terytorialne nie istnieje.